# Кхуш, Гурдев
Гурдев Сингх Кхуш (англ. Gurdev Singh Khush; род. 22 августа 1935, Британская Индия) — индийский и американский учёный, специалист в области агрономии и генетики.

## Карьера
Получил степень бакалавра в Индии в 1955 году. Защитил диссертацию доктора философии в Калифорнийском университете в Дэвисе в 1960 году. Работал в США и в Филиппинах. Известен выведением сортов риса.
Является членом Индийской национальной академии наук (INSA; 1978), Всемирной академии наук (TWAS; 1989), Лондонского королевского общества (1995), иностранным членом Национальной академии наук США (1989), Российской академии сельскохозяйственных наук (1997; с 2014 — Российской академии наук), Китайской академии наук (2002) и других академий.

## Общественная деятельность
В 1992 году подписал «Предупреждение человечеству».

## Награды, премии
- 1977 — Премия Борлоуга[англ.]
- 1987 — Премия Японии, «For the development of the IR8 and IR36 strains for rice breeding strategies geared to the tropical and subtropical zones»
- 1996 — Всемирная продовольственная премия
- 1998 — Премия Ранка (вместе с Санжайем Раджарамом[англ.]), «For the application of crop science and plant breeding technology to the improvement of rice and wheat yields so that the food supply to poor people is safeguarded»
- 2000 — Премия Вольфа по сельскому хозяйству, «For his extraordinary contribution to theoretical research in plant genetics, evolution and breeding especially of rice, with regard to food production and alleviation of hunger»
- 2000 — Падма Шри